# Kuah
Kuah is een stad in de Maleisische deelstaat Kedah.
Kuah telt 11.000 inwoners.